# Barrage de Karkamış
Le barrage de Karkamis est un barrage turc construit sur l'Euphrate situé à presque à la frontière avec la Syrie et à la limite des provinces de Şanlıurfa et de Gaziantep. Il a été construit dans le cadre du vaste projet du Sud-est anatolien.

## Sources
- www.dsi.gov.tr/tricold/karkamis.htm Site de l'agence gouvernementale turque des travaux hydrauliques (en)